# O Jogo (jogo mental)

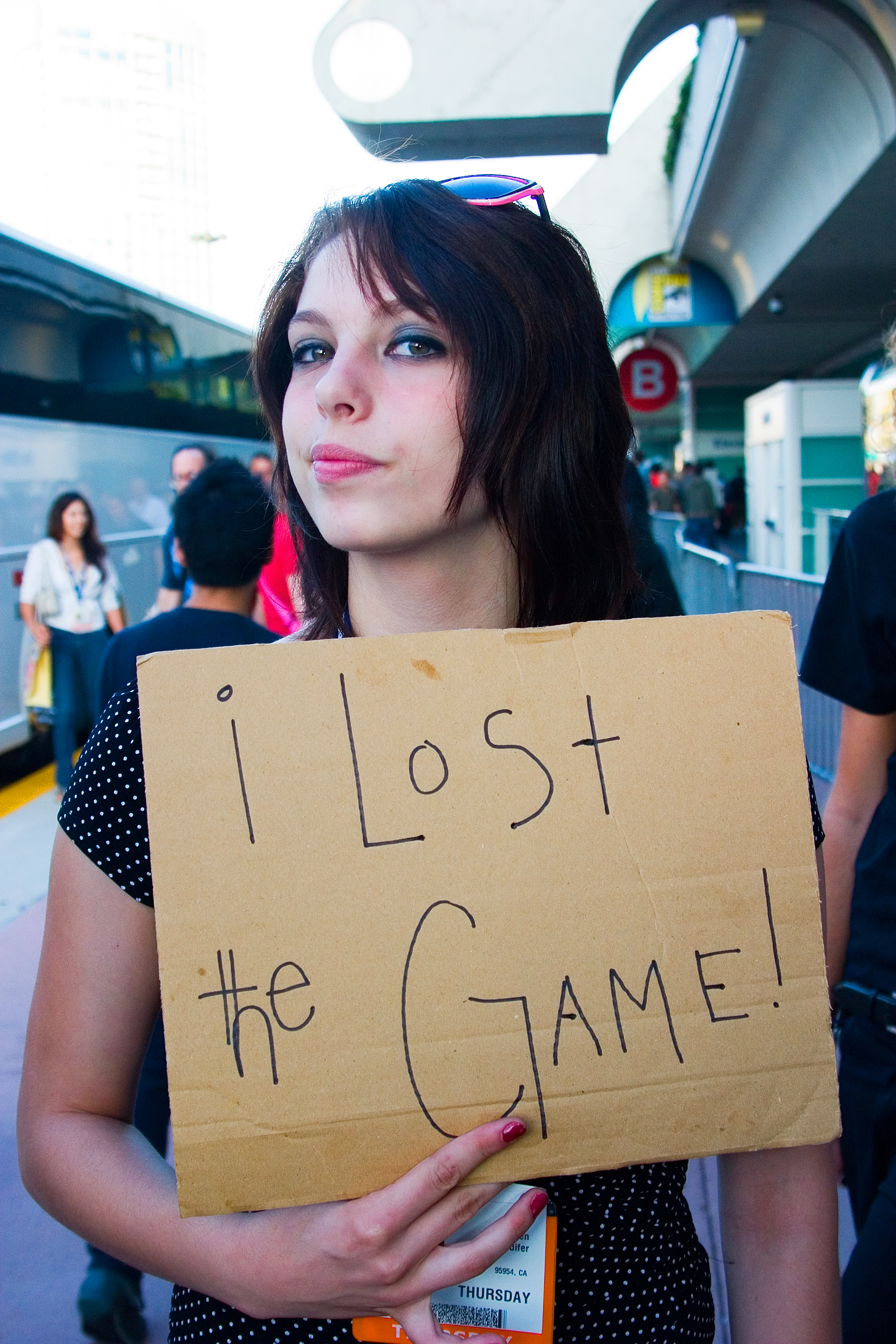
Uma pessoa anunciando que perdeu O JOGO na San Diego Comic-Con International em Julho de 2008

O Jogo (em inglês: The Game), criado na Inglaterra, é um jogo corrente, que tem se popularizado e se espalhado pela Internet desde 2000, cujo objetivo é evitar pensar acerca do próprio Jogo. Pensar no Jogo significa perdê-lo e, segundo as regras, essa perda deve ser anunciada aos demais participantes cada vez que ocorre. O Jogo é visto por alguns como um meme. Os jogadores podem apenas tentar evitar perder durante o máximo de tempo possível. Atualmente, O Jogo é jogado por milhões (possivelmente bilhões) de pessoas mundo a fora.

## Regras
Existem algumas regras básicas do Jogo:
1. Todos no mundo que sabem acerca do Jogo estão a jogar O Jogo,[9] durante todo o tempo, sem pausas.[4] Também pode ser lida, alternativamente, como "todas as pessoas no mundo estão o jogando, contudo, boa parte delas apenas não sabe ainda.".
2. Sempre que alguém pensa no Jogo por qualquer motivo, mesmo que apenas por uma fração de segundo, perde.
3. A cada vez que O Jogo é perdido, deve ser anunciado por seu jogador[6] (quer usando uma frase como "Perdi O Jogo" ("I lost The Game"), "Eu perdi" ("I lost"), ou meios alternativos). O anúncio pode ser em voz alta, digitado, postado em algum site da Internet, ou até mesmo em língua de sinais. Esta é a única regra do Jogo que pode ser quebrada. [10]

ADENDO: Alguns jogadores permitem um período entre 30 segundos e meia hora depois de alguém perder, durante o qual um jogador não pode perder novamente O Jogo, ou não é obrigado a anunciar a perda. Isto é feito de forma a prevenir uma perda contínua do jogo. Sob uma interpretação literal, é necessário avisar cada perda. Contudo, anunciar essa perda implica pensar no Jogo, o que só por si é uma falha. Esta corrente continua interminavelmente.

## Estratégias
Muitos jogadores desenvolvem estratégias criativas para fazer outras pessoas perderem, tal como escrever O Jogo numa mensagem, dizer O Jogo em voz alta, escrevê-lo em grafite num espaço público, e em notas, ou escrever duas palavras que quando pronunciadas em voz alta soem como "O Jogo" (por exemplo: Uj Ogo).
Algumas pessoas escondem a mensagem "O Jogo" em fotos, vídeos, ou em textos longos para que outros jogadores sejam pegos de surpresa e percam, e fiquem irritados com isso.

## Origens
As origens de o Jogo são incertas, mas a grande maioria das teorias é unânime em apontar a Inglaterra como seu local de origem.
Em uma reportagem de 2008, Justine Wettschreck diz que O Jogo provavelmente existe desde o início dos anos 90, e pode ter se originado na Austrália ou na Inglaterra. Uma teoria sugere que foi inventado em Londres em 1996, quando dois engenheiros britânicos, Dennis Begley e Gavin McDowall, perderam seu último trem e tiveram que passar a noite na plataforma; eles tentaram evitar pensar sobre sua situação, e quem pensou sobre isso primeiro perdeu. Outra teoria também aponta que O Jogo pode ter sido criado em 1996, pelo londrino Jamie Miller, provavelmente num fórum virtual,  "para irritar as pessoas". O jornalista Mic Wright, do The Next Web, relembrou que jogou O Jogo na escola no final dos anos 90.
No entanto, outra teoria aponta que O Jogo pode ter sido criado em 1977 por membros da Sociedade de Ficção Científica da Universidade de Cambridge, quando tentavam criar um jogo que não se encaixasse na teoria dos jogos.
Um post de Paul Taylor em agosto de 2002 descreveu O Jogo; Taylor afirmou ter "descoberto o jogo on-line há cerca de 6 meses". Esta é a primeira referência conhecida na Internet.

## Psicologia
O jogo é um exemplo da teoria do processo irônico (também conhecido como "Princípio do Urso Branco"), no qual a tentativa de suprimir ou evitar certos pensamentos tornam esses pensamentos mais comuns e persistentes do que seriam ao acaso. Há exemplos iniciais da teoria do processo irônico: em 1840, Liev Tolstói jogou o "jogo do urso branco" com seu irmão, onde "ficava em um canto e não pensava no urso branco".